# Trần mỹ nhân (Tống Thần Tông)
Khâm Từ Hoàng hậu (chữ Hán: 欽慈皇后; 1053 hoặc 1058 - 1089), còn được gọi là Trần Mỹ nhân (陳美人) hoặc Trần Quý nghi (陳貴儀), là một phi tần của Tống Thần Tông Triệu Húc và là sinh mẫu của Tống Huy Tông Triệu Cát.

## Tiểu sử
Khâm Từ Hoàng hậu Trần thị, nguyên quán ở Khai Phong, là con gái của Trần Thủ Quý (陳守貴), một thường dân không có chức quan. Từ nhỏ có nhan sắc, Trần thị liền được tuyển chọn làm Ngự thị (御侍), hạng thị thiếp danh phận thấp trong Nội đình. Năm Nguyên Phong thứ 5 (1082), tháng 11, Trần thị được phong Tài nhân, sang năm thứ 8 (1085) thì thăng làm Mỹ nhân. Chỉ sinh hạ con trai duy nhất, là Hoàng tử thứ 11 Triệu Cát.
Sau khi Tống Thần Tông băng hà, Trần Mỹ nhân thương tâm quá độ, xin nguyện đến hầu ở Vĩnh Dụ lăng (永裕陵). Năm Nguyên Hựu thứ 4 (1089), ngày 29 tháng 6 (âm lịch), Trần Mỹ nhân qua đời, khi 32 tuổi (Tống hội yếu cảo tập ghi là mất khi 36 tuổi). Sang Tháng 7 cùng năm, Triết Tông truy tặng Sung nghi (充儀). Năm Thiệu Thánh thứ 3 (1096), nhân Toại Ninh quận vương Triệu Cát xuất môn lập Đoan vương phủ, Triết Tông lại thăng Trần Sung nghi làm Quý nghi (貴儀).
Năm Nguyên Phù thứ 3 (1100), tháng giêng, Đoan vương lên ngôi, tức Tống Huy Tông. Theo lễ pháp, Huy Tông tôn Trần Quý nghi làm Hoàng thái phi. Hoàng thái phi trước đó là Chu thị, mẹ của Triết Tông được dâng huy hiệu là tên cung thất ngự trú, để phân biệt rạch ròi.
Năm Kiến Trung Tĩnh Quốc (1101), tháng giêng, Hướng Thái hậu qua đời. Ngay sau đó, Tống Huy Tông tôn sinh mẫu làm Hoàng thái hậu. Tháng 4 ngày Kỷ Mùi, dâng thụy hiệu là Khâm Từ Hoàng hậu (欽慈皇后). Tháng 5, ngày Bính Dần, bồi táng Vĩnh Dụ lăng. Ngày Bình Tuất, thăng phụ thần chủ lên Thái miếu. Sau đó, cả nhà bà được hiển quý. Cha bà Trần Thủ Quý Thái úy, anh trai Trần Vĩnh Thành (陳永成) làm Nội điện thừa chế, Trần Vĩnh Thanh (陳永清) làm Đông Đầu cung Phụng quan, cháu trai Trần Trọng Kiên (陳仲堅) làm Tả thị cấm.